# Cephaloidophora ampelisca
Cephaloidophora ampelisca is een soort in de taxonomische indeling van de Myzozoa, een stam van microscopische parasitaire dieren. Het organisme komt uit het geslacht Cephaloidophora en behoort tot de familie Cephaloidophoridae. Cephaloidophora ampelisca werd in 1917 ontdekt door Nowlin & Smith.